# Warhammer 40,000: Mechanicus
Warhammer 40,000: Mechanicus — це покрокова тактична відеогра, розроблена Bulwark Studios і видана Kasedo Games для Windows, Linux і macOS у листопаді 2018 року, а для PlayStation 4, Nintendo Switch, Xbox One 17 липня 2020. Вона заснована на настільній грі Warhammer 40,000 від Games Workshop.

## Ігровий процес
У Warhammer 40,000: Mechanicus потрібно керувати загоном Адептус Механікус — кіборгів, які досліджують підземелля цивілізації некронів у пошуках скарбів. Гра складається з серії місій, а на кожній місії потрібно відвідати декілька кімнат, щоб дістатися до мети. В кімнаті можуть перебувати вороже налаштовані некрони, з якими потрібно буде битися, скарб, або головоломка. Загальний час на виконання всіх місій обмежений відліком до повномасштабного пробудження некронів. Неуспішні дії наближають його, а успішні відтерміновують. Пробудження має 7 рівнів, які дають некронам переваги: вони швидше відроджуються після поломки, їхні загони більшають, некрони перші ходять у бою і заздалегідь дізнаються розташування Адептус Механікус.
Загін Адептус Механікус складається з головних героїв (максимум 6) і пізніше доповнюється кіборгами та роботами підтримки (максимум 7). Герої здатні нести різне озброєння та обладнання. Головним ресурсом слугує «чорний камінь» — некронський мінерал, який витрачається на ремонт кіборгів після місії, їхнє вдосконалення та найм додаткових бійців. «Чорний камінь» збільшує рівень розвитку героїв, що розвиває потенціал до кіборгізації та дозволяє вивчати вміння, поділені на декілька дисциплін. Кожен герой здатний вивчати вміння з різних дисциплін.
Бої відбуваються в кімнатах, розмічених на клітинки. Учасники діють кожен у свій крок, порядок кроків у черзі визначається ініціативою. Кількість дій, які може здійснити кожен боєць, визначається очками когніції. Вони витрачаються на переміщення, атаки, застосування різноманітних умінь та активацію пристроїв, необхідну для виконання місії. Очки когніції отримуються за дослідження підземель або деякі успішні дії в бою. Зламані некрони лишаються лежати на полі бою та за кілька кроків відроджуються з 50 % міцності. Остаточно їх можна усунути (але не знищити, вони телепортуються назад у свої гробниці) повторними атаками, чи завдавши критичної атаки, що відбувається з певним шансом. Герої Адептус Механікус, у міру вивчення дисциплін, отримують змогу виконувати «псалми» — особливі дії, представлені картками, що дають суттєві бонуси виконавцю чи всьому загону.
Подекуди пропонується вибір як вчинити. Наприклад, зустрівши неактивних некронів, Адептус Механікус можуть пограбувати їхню гробницю, що прискорить пробудження, пройти через гробницю, чи піти іншим шляхом.
Головоломки полягають у розгадуванні гліфів. Потрібно обрати один гліф з декількох і в результаті гравець отримає винагороду, не отримає нічого, втратить частину характеристик бійців, або прискорить пробудження некронів. Кожен гліф має значення, але складна форма перешкоджає їх запам'ятовуванню. Розгадування гліфів можна пропустити.

## Сюжет
Адептус Механікус — це організація галактичної держави людства, Імперіуму. Вони утримують монополію на наукові дослідження та розвиток технологій, підтримуючи напіврелігійний культ. Дія гри відбувається під час Ери Темного Імперіуму, коли галактика потерпає від космічних штормів. Для їх усунення Адептус Механікус розшукують особливу речовину, «чорний камінь», яку можна знайти тільки в гробницях некронів, які раніше правили галактикою. Тому Адептус Механікус посилають в експедицію космічний корабель, Ковчег, до планети Сильва Тенебріс, де є такі гробниці. Гравець виступає в ролі техножерця Домінуса Фаустинія, що керує наземним загоном. У цей час на планеті починають пробуджуватися некрони та намагаються перешкодити експедиції.
Інші техножерці мають різні погляди на перебіг експедиції та пропонують свої завдання. Раціональна Скевола вважає, що будь-яке знання цінне, і намагається дослідити всі знайдені технології. Релігійний Відекс наполягає, що корисне тільки те, що вкладається в імперські догми. Хепра переймається збереженням рядового бойового складу. Ро відповідає за обслуговування корабля та збір припасів. Капритикс одержима полювання на лордів некронів і прагне вбити їх усіх. Ксерксет (фігурує у доповненні Heretek) є квартирмейстером корабля і його місії пов'язані з боями на борту Ковчега задля викорінення бунтівних Адептус Механікус, очолюваних Епсилусом. Також є прихований техножрець Тіресій, з яким пов'язана серія місій, що веде до секретного боса гри.
Упродовж гри Адептус Механікус виконують місії в різних регіонах Сильви Тенебріс і перемагають пробуджених лордів некронів: Лорда-Астронома Екропіса, Адмірала Порожнечі Агролеха, Оскверненого Царя, Царського Візира, Великого Архітектора Нефаска та нарешті верховного лорда Сареґона. Якщо виконати завдання Тіресія, стає доступний бій проти Уламка К'Тана — богоподібної істоти, яку некрони утримували як зброю.
Фінал залежить від того, чиїх завдань виконано більше. Якщо завоювати прихильнсть Скеволи, то вона перетворює Сильву Тенебріс на місце паломництва до технологій некронів. Якщо виконати більше завдань Відекса, то Адептус Механікус знищують Сильву Тенебріс. Якщо виконано замало завдань обох, Адептус Механікус забирають «чорний камінь» і покидають планету. Якщо програти бій проти Сареґона, некрони повертають своє панування над планетою.

## Доповнення
Heretek — видане 23 липня 2018 року, додає нову дисципліну, спеціалізовану на заборонених технологіях, два нових типи військ Адептус Механікус, більше зброї, місій і подій на Ковчезі.

## Оцінки й відгуки
| Агрегатор  | Оцінка                                                     |
| ---------- | ---------------------------------------------------------- |
| Metacritic | 78/100 (PC) 67/100 (PS4) 72/100 (Switch) 79/100 (Xbox One) |

| Видання               | Оцінка                        |
| --------------------- | ----------------------------- |
| 4Players              | 76/100                        |
| Eurogamer             | 8/10                          |
| GameStar              | 79/100                        |
| IGN                   | 8.5/10 (Italy) 7.8/10 (Spain) |
| Nintendo Life         | 8/10                          |
| Nintendo World Report | 7/10                          |
| Push Square           | 7/10                          |

Warhammer 40,000: Mechanicus отримала «загалом схвальні відгуки» на агрегаторі Metacritic для версій на ПК та Xbox One, та «змішані й посередні» для версій на PlayStation 4 і Nintendo Switch. Вона була першою грою, де Адептус Механікус виступають у головних ролях.
Том Гетфілд прокоментував у PC Gamer: «Кілька років тому Games Workshop послабила контроль над сетингом Warhammer 40 000, і результатом стало перенасичення невеликими бюджетними іграми». Mechanicus виправляє це становище і «в багатьох відношеннях є ідеальним втіленням того, про що йдеться у Warhammer 40,000, химерного готичного злиття технологій і релігії». Гра дуже нагадує XCOM, але попри простішу механіку та легкість проходження, все одно приносить задоволення.
Коді Петерсон писав у Screen Rant: «Warhammer 40,000: Mechanicus — це, по суті, спрощена версія настільної гри, що є ідеальною точкою входу для новачків, але все ще пропонує складність і глибину для ветеранів настілок». Деякі аспекти Warhammer 40,000 Mechanicus працюють повільно, але зрештою це «дуже добротна стратегічна RPG».